# Fogo (Canada)
Fogo is een dorp en voormalige gemeente in de Canadese provincie Newfoundland en Labrador. De plaats ligt op Fogo Island, een groot eiland ten noorden van Newfoundland.

## Geschiedenis
In 1948 werd het dorp Fogo officieel een town (gemeente).
In 2011 werden Fogo en de drie andere gemeenten op Fogo Island opgeheven en tezamen met het overige gemeentevrij gebied samengevoegd tot een nieuwe gemeente genaamd Fogo Island.

## Geografie
De outport Fogo is gelegen in het uiterste noordwesten van Fogo Island, het grootste eiland voor Newfoundlands noordkust. De plaats ligt aan het einde van provinciale route 330 op zo'n 7 km ten noordwesten van het gehucht Shoal Bay. Het uitzicht van het dorp wordt genomineerd door de opmerkelijke berg Brimstone Head.

## Demografie
In 1956 kende Fogo met 1.184 inwoners zijn demografische hoogtepunt. In de dertig daaropvolgende jaren bleef het inwoneraantal steeds stabiel tussen de 1100 en 1200. Vanaf de late jaren 1980 is de bevolkingsomvang echter beginnen dalen. In 2016 telde de plaats nog 658 inwoners.
- Bron: Statistics Canada (1951–1986[1], 1991–1996[3], 2001–2006[4], 2011–2016[5])

## Gezondheidszorg
In het dorp bevindt zich het Fogo Island Health Centre, een gezondheidscentrum dat zowel primaire als langetermijnzorg aanbiedt aan de inwoners het ganse eiland. Het centrum valt onder de bevoegdheid van de gezondheidsautoriteit Central Health.

## Galerij

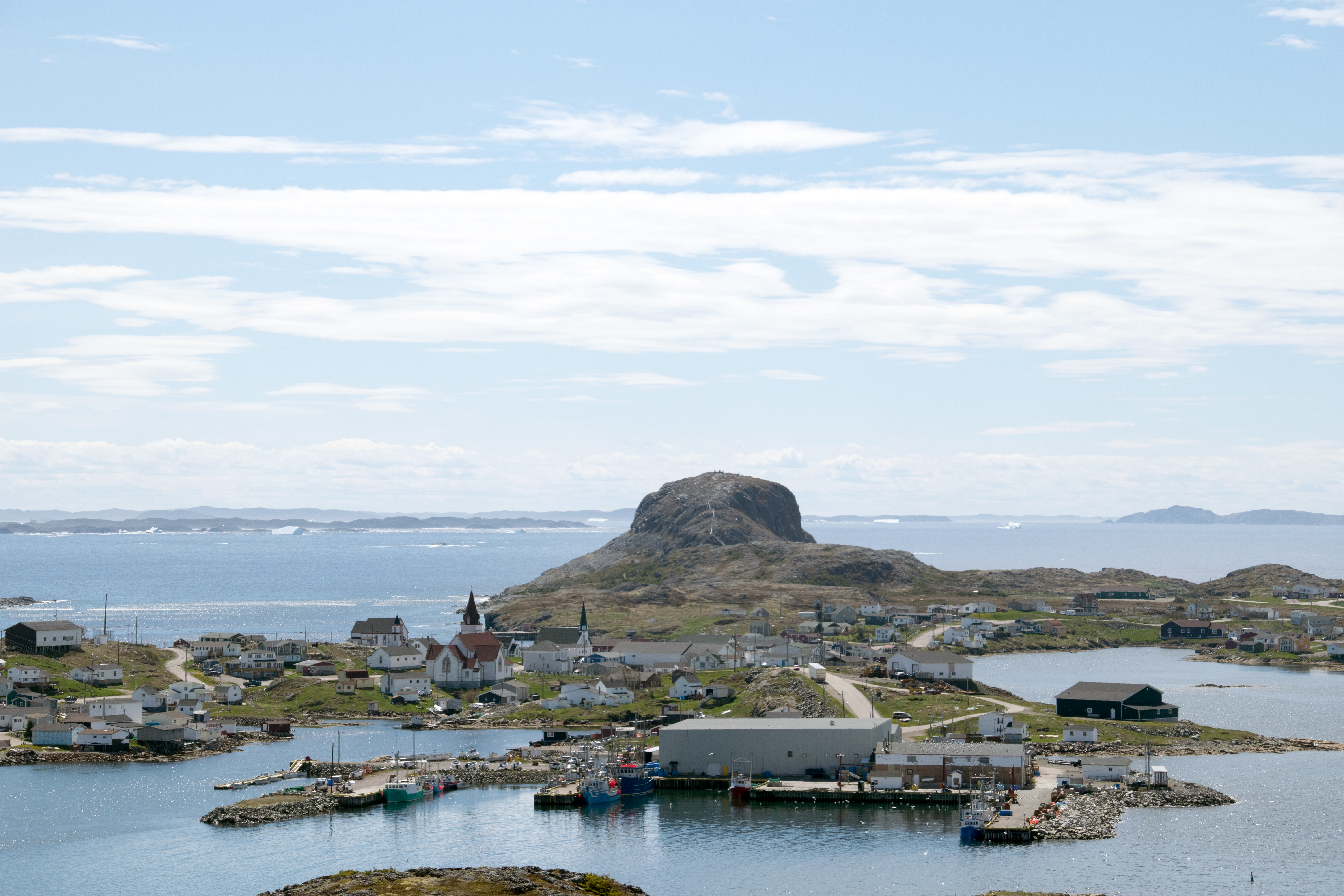
Zicht op het westelijke deel van Fogo. In de achtergrond liggen onder meer de Change-eilanden (links) en Bacalhao Island (rechts)
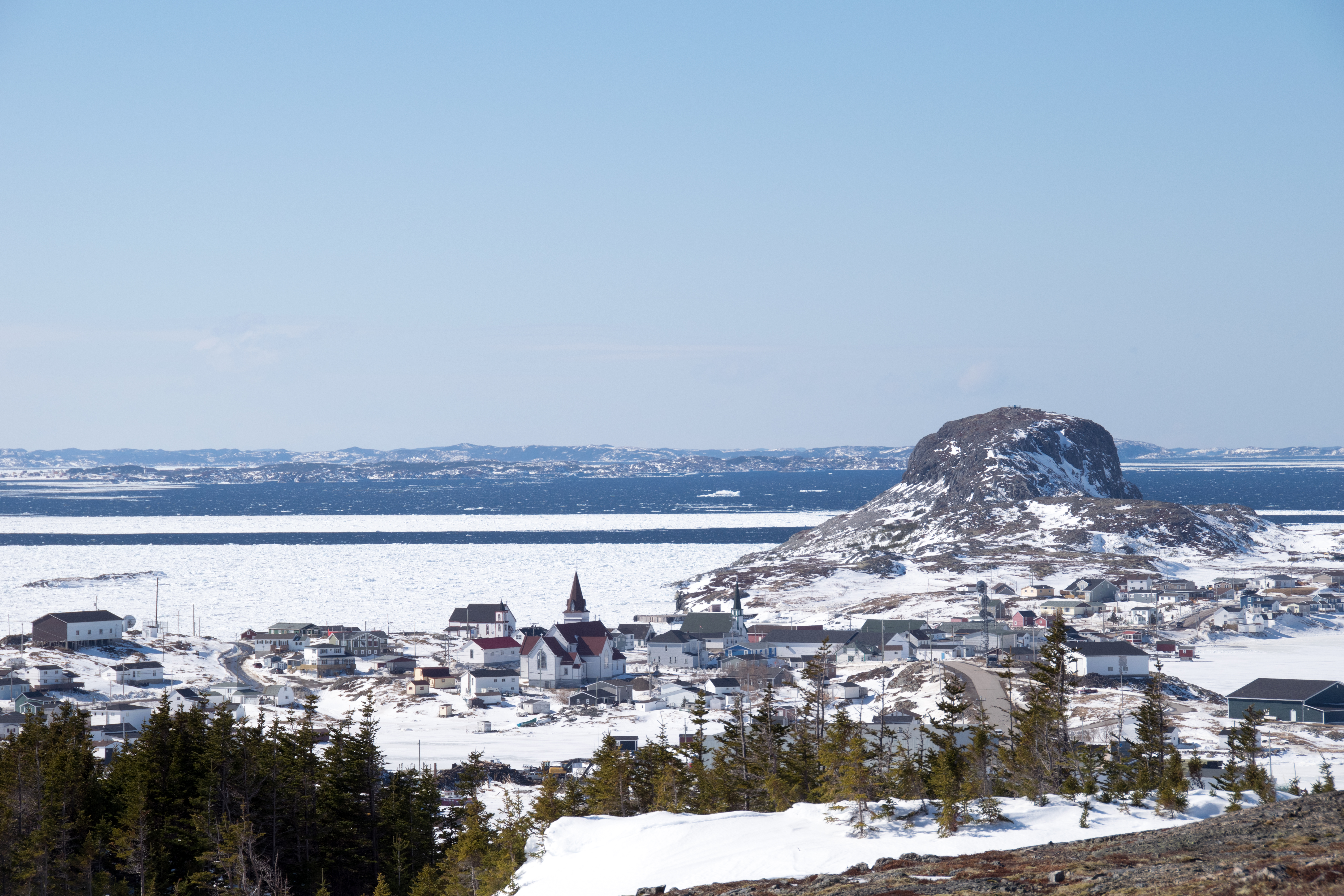
Winters zicht op het dorp en Brimstone Head
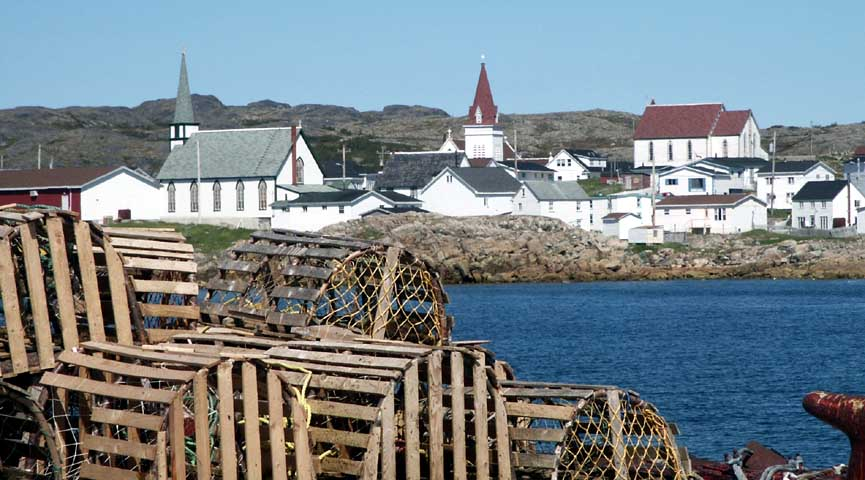
Krabbenvallen aan de rand van het dorp
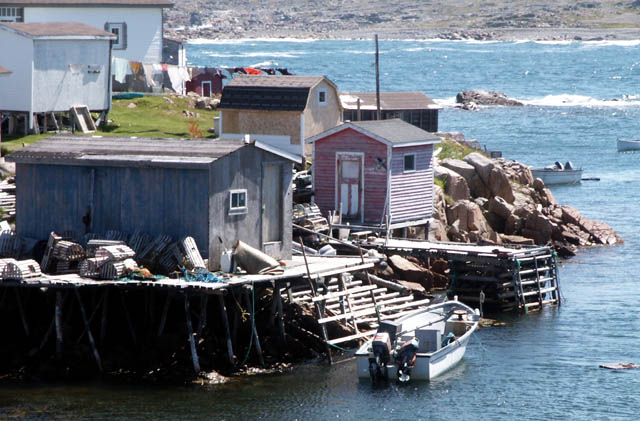
Fishing stages in de haven van Fogo